# Cryptaspasma lasiura
Cryptaspasma lasiura es una especie de polilla del género Cryptaspasma, categorizada en la tribu Microcorsini, de la subfamilia Olethreutinae.

## Distribución
Se distribuye por India.

## Taxonomía
Fue descrita por Meyrick en 1912 y publicada en (Eucosma), J. Bombay Nat. Hist. Soc. 21: 868.